# برتولد رومانوویچ لوبتکین

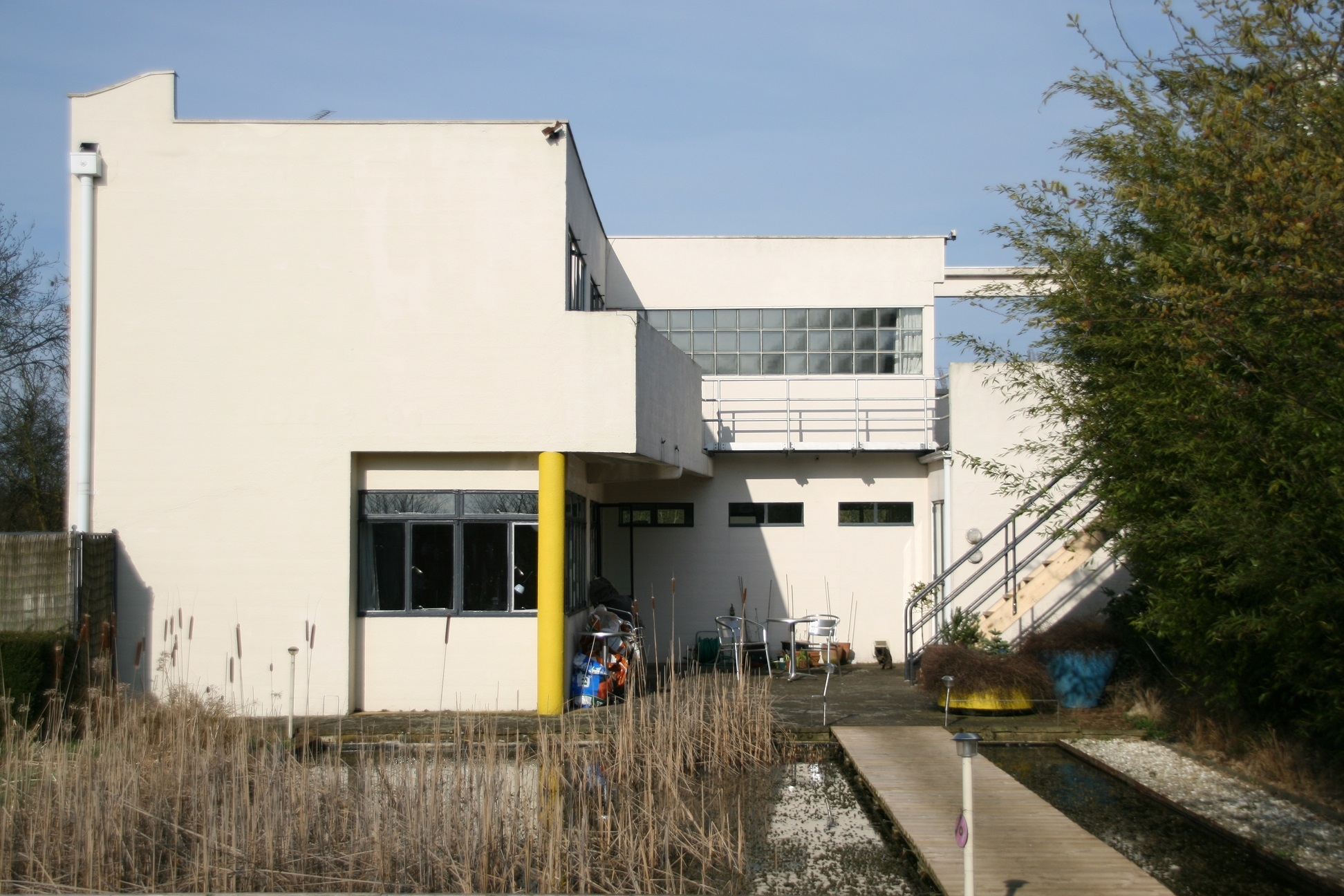
طرحی از برتولد رومانوویچ لوبتکین

برتولد رومانوویچ لوبتکین (انگلیسی: Berthold Lubetkin; ۱۴ دسامبر ۱۹۰۱ – ۲۳ اکتبر ۱۹۹۰) معمار اهل امپراتوری روسیه بود.